# Nageia motleyi
Nageia motleyi är en barrträdart som först beskrevs av Filippo Parlatore, och fick sitt nu gällande namn av De Laub. Nageia motleyi ingår i släktet Nageia och familjen Podocarpaceae. IUCN kategoriserar arten globalt som livskraftig. Inga underarter finns listade i Catalogue of Life.